# Ivanovci (Cseglény)
Ivanovci (1910-től 1991-ig Ivanovci Požeški) falu Horvátországban, Pozsega-Szlavónia megyében. Közigazgatásilag Cseglényhez tartozik.

## Fekvése
Pozsegától légvonalban 22, közúton 30 km-re keletre, községközpontjától  légvonalban 3, közúton 5 km-re délnyugatra, a Dilj-hegység északi lejtőin, a Longya bal oldali mellékvize, a Staribunar-patak partján fekszik.

## Története
A „Gradina” nevű régészeti lelőhelyen talált leletek tanúsága szerint területe már a történelem előtti időben lakott volt. Egy történelem előtti erődített település maradványait találták itt meg.
A falu a késő középkorban valószínűleg ahhoz az uradalomhoz tartozott, melynek Dedinareka volt a központja. A térséget 1536 körül foglalta el a török és több, mint 150 évig török uralom alatt volt. A török uralom első éveiben katolikus horvát lakosság élt itt. A falu az 1545-ös török defterben is szerepel. Lakói kezdetben katolikusok, majd muzulmán hitre tért horvátok voltak. A muzulmán lakosság a felszabadító harcok elől Boszniába távozott. A térség 1687-ben szabadult fel a török uralom alól. 1700 körül a lakatlan településre a Latinovacról érkezett Blagoje Sanić volt az első betelepülő, akitől a Blagojević család származik. Őt később még három másik család követte, ezek azonban hamarosan kihaltak. A 18. – 19. században általában 11-17 ház állt a településen.
Az első katonai felmérés térképén „Dorf Ivanovczi” néven található. Lipszky János 1808-ban Budán kiadott repertóriumában „Ivanovczi” néven szerepel. Nagy Lajos 1829-ben kiadott művében „Ivanovczi” néven 19 házzal, 129 ortodox vallású lakossal találjuk.
1857-ben 139, 1910-ben 158 lakosa volt a településnek. Az 1910-es népszámlálás szerint lakosságának 96%-a szerb anyanyelvű volt. Pozsega vármegye Pozsegai járásának része volt. Az első világháború után 1918-ban az új szerb-horvát-szlovén állam, majd később (1929-ben) Jugoszlávia része lett. 1991-től a független Horvátországhoz tartozik. 1991-ben lakosságának 78%-a szerb, 14%-a jugoszláv nemzetiségű volt. 2011-ben a településnek 20 lakosa volt.

## Lakossága
| Lakosság változása | Lakosság változása | Lakosság változása | Lakosság változása | Lakosság változása | Lakosság változása | Lakosság változása | Lakosság változása | Lakosság változása | Lakosság változása | Lakosság változása | Lakosság változása | Lakosság változása | Lakosság változása | Lakosság változása | Lakosság változása |
| ------------------ | ------------------ | ------------------ | ------------------ | ------------------ | ------------------ | ------------------ | ------------------ | ------------------ | ------------------ | ------------------ | ------------------ | ------------------ | ------------------ | ------------------ | ------------------ |
| 1857               | 1869               | 1880               | 1890               | 1900               | 1910               | 1921               | 1931               | 1948               | 1953               | 1961               | 1971               | 1981               | 1991               | 2001               | 2011               |
| 139                | 136                | 115                | 136                | 145                | 158                | 162                | 175                | 129                | 138                | 98                 | 82                 | 52                 | 37                 | 18                 | 20                 |